# 住宅网关
在电信网络中，住宅网关（residential gateway）是允许局域网（LAN）连接到广域网（WAN）的设备。WAN可以是一个更大的计算机网络（例如提供与市内其他住宅的市政WAN），或者互联网。WAN连接可能通过DSL、纜線數據機、光纤网络、移动电话宽带网络或其他方式提供。住宅网关也常被称为家庭网关（Home gateway）。
术语“住宅网关”原指在家庭中使用的廉价网络设备，与在公司局域网环境中使用的类似设备（通常提供更大服务能力和端口）相对。

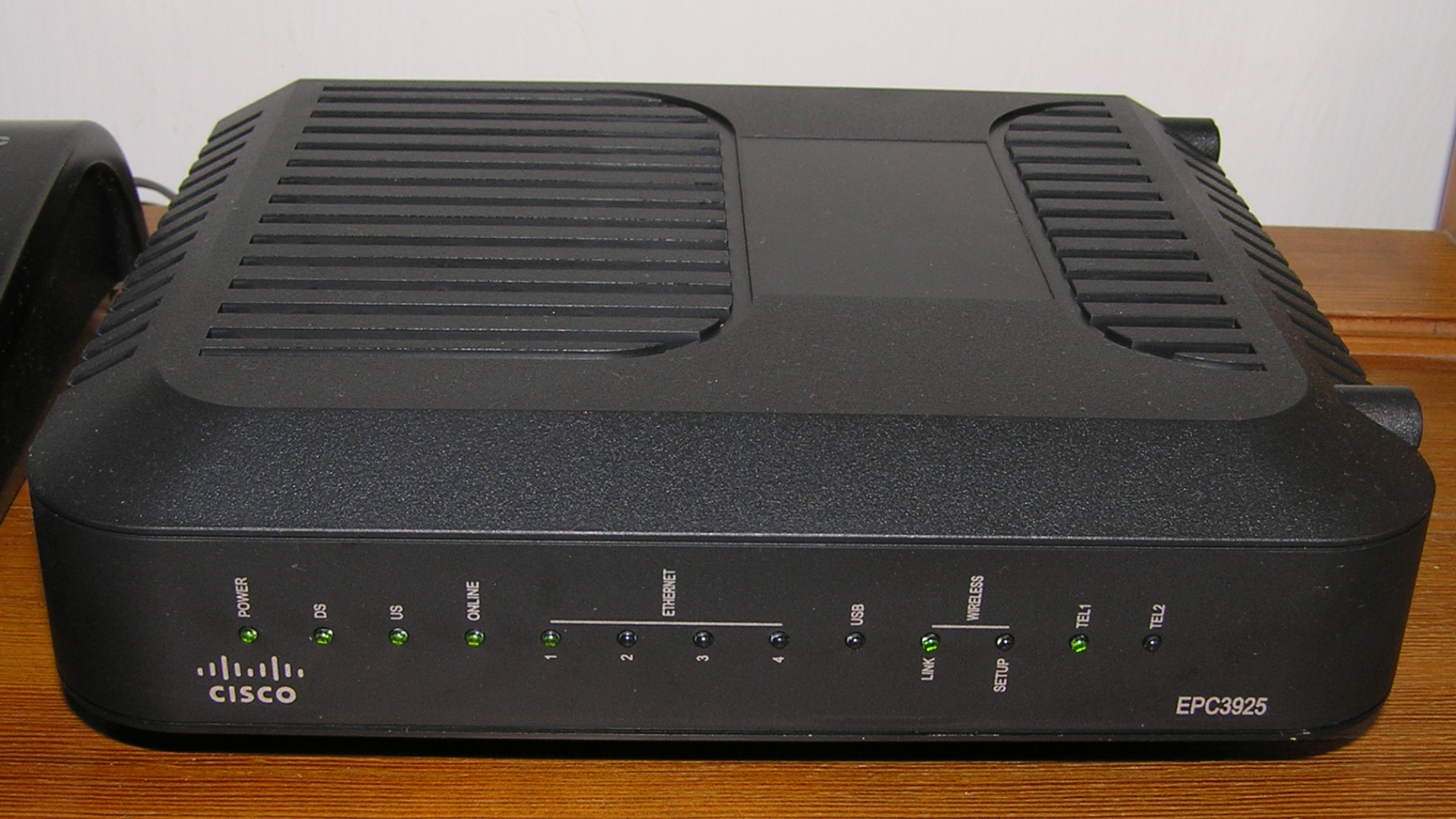
思科EPC3925 EuroDOCSIS 3无线家庭网关，含嵌入式数字语音适配器

一个简单的家庭网络的例子

从21世纪初开始，住宅或家庭网关已被不少电信多媒体服务商作为将消费者与寬頻交付网络相联的终端设备。作为電訊公司的一部分，家庭网关支持远程控制、检测和配置。

## 设备
有多种设备可被称为“住宅网关”：
- 纜線數據機
- DSL调制解调器
- 无线路由器[2]
- 網路交換器

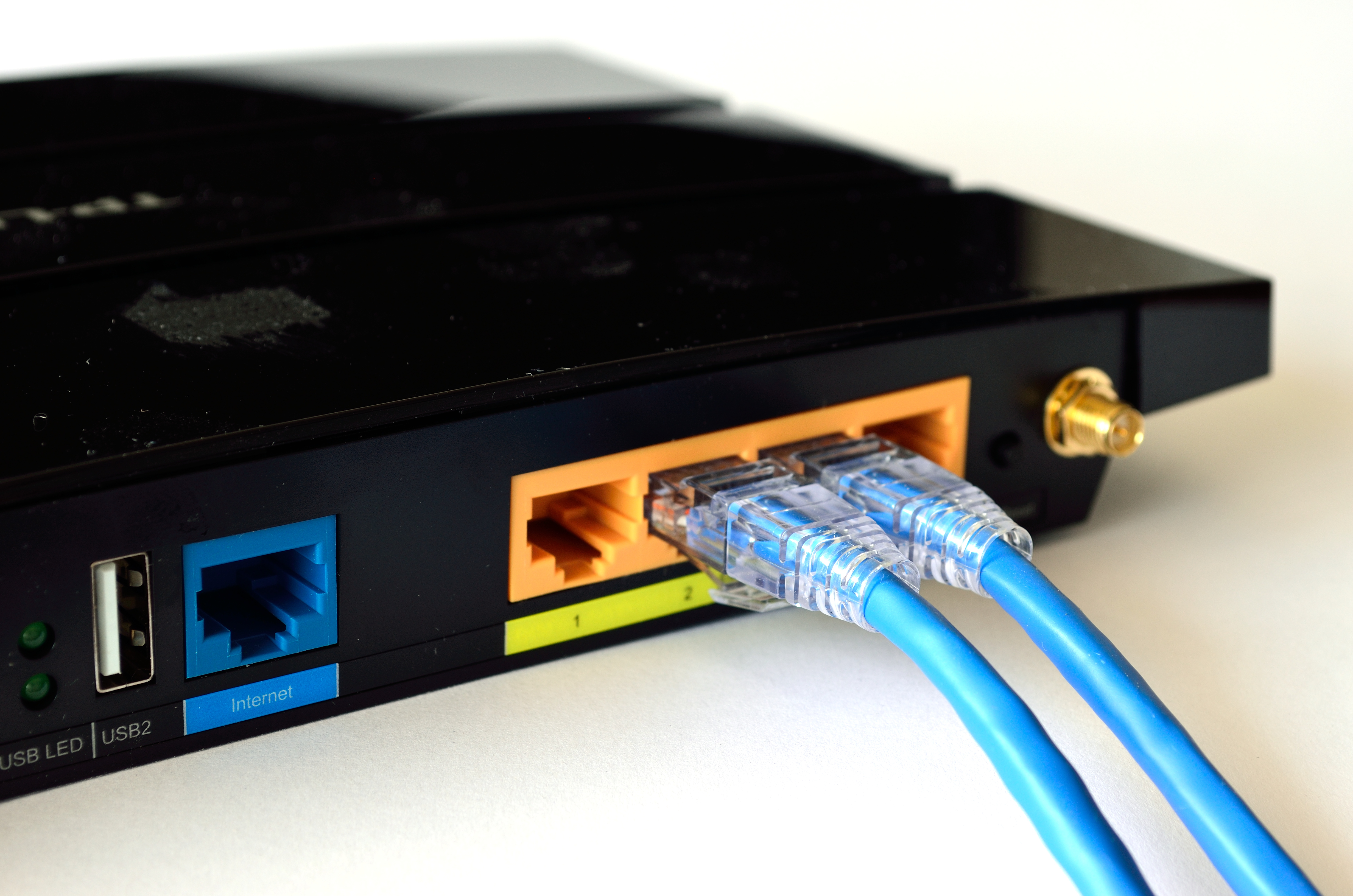
一个典型的住宅网关。多台设备通过LAN连接共享单条互联网连接。

- 網際協議通話技術（VoIP）及模拟电话适配器（英语：Analog telephone adapter）
- 無線接取器
- 有线路由器

设备还可能是上述多种设备的组合体。
一台调制解调器（例如DSL调制解调器、线缆调制解调器)本身不提供路由器的功能。它只允许ATM或以太网或PPP流量通过电话线、电缆线、光纤或无线电频率传输。在接收端则是另一个调制解调器，将传输格式重新转换回数字数据分组。
这允许网络依靠电话、电缆、光学或无线电方式连接。调制解调器也提供握手协议，使连接上各端的设备能够彼此识别。但是，调制解调器通常很少提供其他的网络功能。
- 将一个USB调制解调器插入到一台电脑可以使单台电脑连入WAN。如果配置正确，该电脑还可以作为家庭局域网的路由器。
- 在单台电脑上可以安装内置调制解调器（例如通过PCI卡），这也能使单台电脑连入WAN。同样，该电脑可以被配置为作为家庭局域网的路由器。

無線接取器可以以类似调制解调器的方式工作。如果无线路由器或接入点已接入WAN，它可以使家庭局域网（LAN）中的连接直接传送点广域网（WAN）。
但是，许多调制解调器现在也包括下面提到的功能，因此也被描述为“住宅网关”。

## 功能
住宅网关通常提供：
- 通过网页接口配置[3]
- 在家庭网络与互联网之间路由
- 提供家庭网络的连通性，就像一台網路交換器
- 网络地址转换（NAT）[4]
- DHCP
- 防火墙功能。
- 可能内置调制解调器，常见于DSL或电缆ISP形式。

它可能还提供其他功能，例如動態DNS（DDNS）。
大多数路由器是使用内部存储的固件自我运行的组件。它们是与操作系统无关的，因此可以从任何操作系统访问。
无线路由器与路由器的功能相同，但还允许无线设备连入LAN，或在无线路由器之间连接。（无线路由器之间的连接可以在LAN内，也可以在LAN与WAN之间。）

## 安全
低制造成本和对用户友好性的要求使得家庭路由器更容易受到网络攻击，这在过去曾导致大量此类设备被接管并用于发动DDoS攻击。大多数漏洞存在于路由器的网页管理控制端中，它们可能允许通过默认密码、供应商后门或Web漏洞进行未经授权的控制。